# Wybuch gazu w Gdańsku (1995)
Wybuch gazu w Gdańsku – wybuch gazu, który miał miejsce 17 kwietnia 1995 o godzinie 5:50 w bloku mieszkalnym zlokalizowanym przy al. Wojska Polskiego 39 w gdańskiej dzielnicy Strzyża.
W wyniku eksplozji całkowicie zniszczone zostały kondygnacje piwnic, parteru i pierwszego piętra oraz w znacznym stopniu konstrukcja drugiego piętra. Mimo że reszta budynku, ze względu na zastosowane wzmocnienia konstrukcyjne, zachowała się, jej stan uniemożliwiał bezpieczne prowadzenie akcji ratowniczej w obrębie zmiażdżonych pięter. Podjęto więc decyzję o jej wyburzeniu, co nastąpiło 18 kwietnia. Akcja odgruzowywania powstałej sterty gruzu trwała prawie dwa dni.
W wyniku wybuchu gazu śmierć poniosły 22 osoby, a 12 zostało rannych. Przyczyną katastrofy było celowe rozszczelnienie instalacji gazowej przez jednego z mieszkańców. Była to trzecia katastrofa, po katastrofie autobusu PKS i pożarze w hali Stoczni Gdańskiej, która wydarzyła się na terenie miasta w ciągu dwunastu miesięcy.

## Historia budynku przed katastrofą

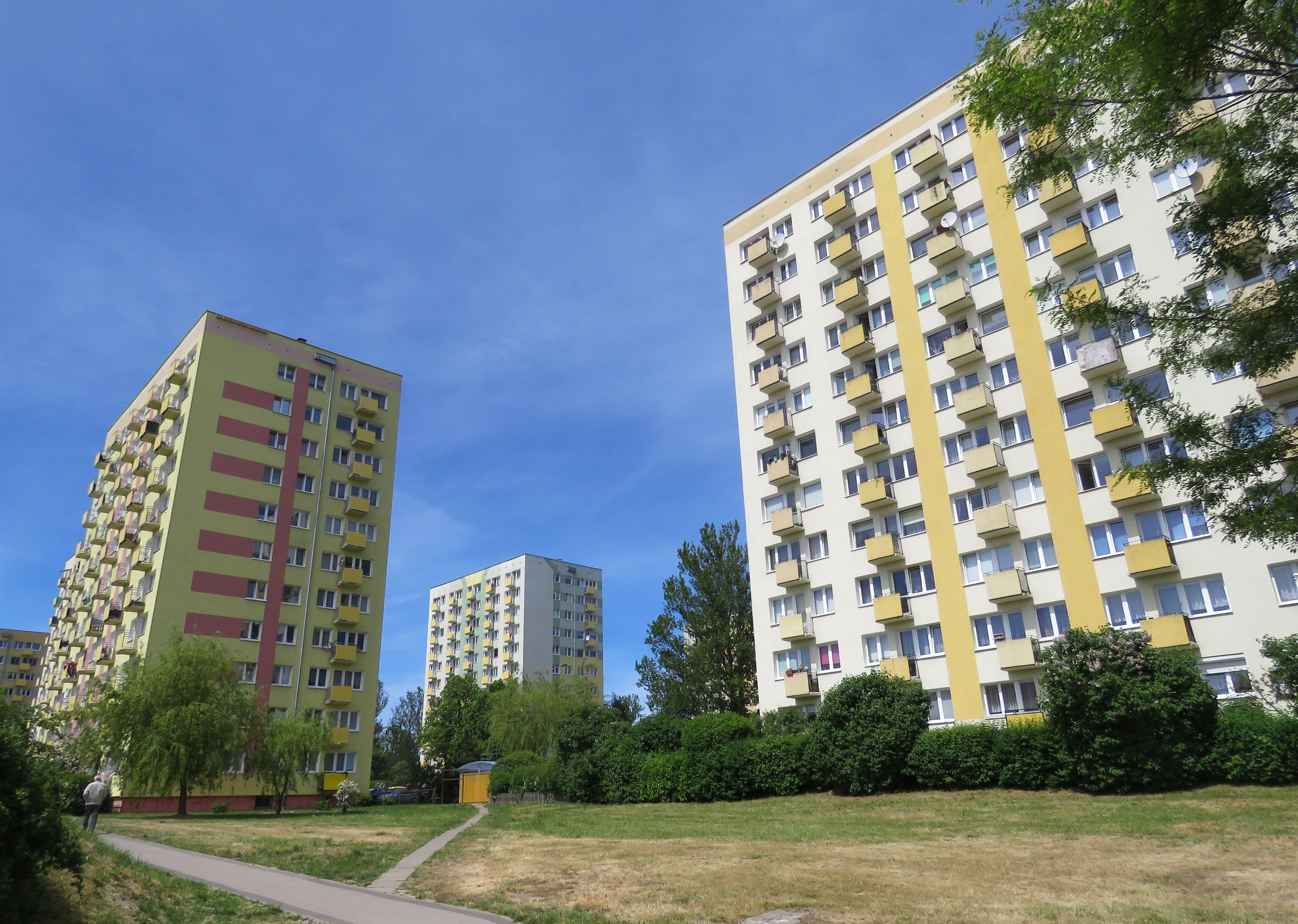
Budynki w gdyńskiej dzielnicy Witomino o konstrukcji typu MBY-110Z, identycznej ze zniszczonym wieżowcem

11-kondygnacyjny jednoklatkowy wieżowiec przy alei Wojska Polskiego 39 został oddany do użytku w czerwcu 1972. Wzniesiono go na podstawie opracowanego w 1966 w Biurze Projektowo-Badawczym Budownictwa Ogólnego „Miastoprojekt” Gdańsk projektu oznaczonego symbolem MBY-110Z, którego autorami byli inż. Jerzy Duszota oraz architekt Janusz Kowalski. Budynek cechował się zastosowaniem wzmocnień konstrukcyjnych w postaci żelbetowych wiązań, okalających każdą kondygnację budynku do połowy jego wysokości. Pierwszy budynek oparty na tym projekcie wzniesiono w latach 1966–1967 w gdyńskiej dzielnicy Cisowa, a do połowy lat 80. w rejonie Pobrzeża Gdańskiego powstało ok. 200 wieżowców tego typu.
W 1989 mieszkańcy budynku założyli spółdzielnię „Nasz Dom”. W 1995 w 77 mieszkaniach wieżowca zameldowane były 172 osoby. Dokładnej liczby osób przebywających w budynku w momencie katastrofy nie ustalono, najprawdopodobniej było to co najmniej 140 osób.

## Przebieg zdarzeń

### Wybuch, początek akcji ratunkowej
W Poniedziałek Wielkanocny 17 kwietnia 1995 ok. godziny 5:45 pogotowie gazowe w Gdańsku Oliwie otrzymało od jednego z mieszkańców 7. piętra zawiadomienie dotyczące ulatniającego się gazu. Zgłoszenia nie przyjęto, a służby techniczne zostały zadysponowane na miejsce po odebraniu tejże informacji przez pogotowie gazowe w Gdańsku Wrzeszczu, o 5:49.
O godzinie 5:50 nastąpił wybuch. Eksplozja zniszczyła wewnętrzne ściany parteru, a jego zewnętrzne ściany wypchnęła poza obręb budynku. Pozostałe piętra spadły, całkowicie niszcząc drugą i w znacznym stopniu trzecią kondygnację. Ze względu na zastosowane wzmocnienia konstrukcyjne, rozpad budynku nie postąpił dalej i reszta wieżowca, choć też uszkodzona, „osiadła” na gruzach zmiażdżonych pięter. Huk słyszany był z odległości co najmniej półtora kilometra. Siła wybuchu wybiła szyby w bloku i okolicznych budynkach oraz wyrzuciła z mieszkań wieżowca meble i sprzęt domowy. Sam budynek przechylił się w kierunku al. Wojska Polskiego.
O 5:53 dyżurny Komendy Rejonowej Policji powiadomił straż pożarną o katastrofie. Jeszcze przed godziną 6:00 na miejsce dotarła Jednostka Ratowniczo-Gaśnicza nr 1 z Gdańska Wrzeszcza; po kilku minutach dołączyły do niej kolejne jednostki. Na miejsce wysłanych zostało ponad 20 karetek pogotowia ratunkowego oraz grupy ratowników Polskiego Czerwonego Krzyża z psami poszukiwawczymi. Rozpoczęto ewakuację ocalałych mieszkańców, części z nich udało się wyjść z budynku o własnych siłach przez klatkę schodową oraz balkony i okna na trzecim, niezniszczonym piętrze; pozostałych ewakuowano za pomocą drabin i podnośników hydraulicznych. Ostatnią żywą osobę wydostano z budynku trzy godziny po wybuchu. Poza wieżowcem, ewakuowano również sąsiedni budynek mieszkalny nr 37.
Niestabilny wieżowiec odchylał się od pionu w tempie 1 mm na 5 minut. Do jednego z gwałtowniejszych osunięć, o ok. 50 cm, doszło ok. 10:00, podczas przeszukiwania przestrzeni między gruzowiskiem a stropem 2. piętra. Podczas późniejszych prób dotarcia w te obszary oraz w trakcie przecinania zniszczonych elementów, obserwowano kolejne, niekontrolowane przemieszczenia się całego obiektu. Nie usuwano zniszczonych elementów ściennych znajdujących się wokół budynku, gdyż stanowiły one oparcie dla ocalałej części wieżowca. Do wieczora przechył budynku w kierunku ulicy wzrósł do 1,5 metra.
Mimo że przyłącze gazu zostało zamknięte ok. 6:10, gaz wciąż wydobywał się z przerwanej nitki starego gazociągu, którą odkryto po wyburzeniu budynku, podczas odgruzowywania poziomu piwnicy. Podczas akcji ratowniczej straż wielokrotnie musiała gasić pożary powstające w rumowisku.
Wobec braku możliwości dotarcia do zasypanych kondygnacji, około 14:30 akcja poszukiwawcza została przerwana. Do tego momentu odnaleziono ciała sześciu ofiar. 12 osób rannych zostało przewiezionych do szpitali. Zatrzymano kilka osób próbujących wykraść pozostawione na miejscu katastrofy mienie mieszkańców.

### Wyburzanie wieżowca
Na miejscu katastrofy powołana została komisja pod przewodnictwem głównego inspektora nadzoru budowlanego Andrzeja Dobruckiego, w skład której wchodzili m.in. projektant budynku Jerzy Duszota, zastępca prezydenta miasta Gdańska Ryszard Gruda oraz Jerzy Ziółko z Politechniki Gdańskiej. Około 22:30 zapadła decyzja o wysadzeniu ocalałej części wieżowca, uznając, że inne sposoby jej rozbiórki są z technicznego punktu widzenia niemożliwe. U podstaw tej decyzji leżało jak najszybsze dotarcie do najniżej położonych, zniszczonych części budynku, gdzie – jak wtedy uważano – mogły znajdować się jeszcze żywe osoby. Nie było to możliwe do wykonania przy zachowaniu pozostałej po wybuchu części budynku, gdyż stwarzała ona zagrożenie dla ratowników i okolicznych budynków – istniało niebezpieczeństwo jej niekontrolowanego zawalenia się. Do tego czasu ekipy ratownicze kilkukrotnie przeszukały 8 pięter wieżowca, a z obszaru między 3. piętrem a rumowiskiem wydobyto wszystkie osoby żywe i ofiary, do których można było dotrzeć; do poszukiwań użyto geofonu oraz psów poszukiwawczych. Ponadto na prośbę mieszkańców strażacy wynieśli z budynku część należących do nich przedmiotów.
Przebieg i sposób wyburzania opracowali specjaliści z Wydziału Inżynierii Wojskowej Wyższej Szkoły Oficerskiej im. Tadeusza Kościuszki (obecnie Akademia Wojsk Lądowych im. generała Tadeusza Kościuszki) we Wrocławiu oraz eksperci z dowództwa Inżynierii Morskiej Marynarki Wojennej. Plan został zatwierdzony przez komandora Bernarda Nakraszewicza oraz zaakceptowany przez komendanta głównego Państwowej Straży Pożarnej Feliksa Delę. Po północy 18 kwietnia przystąpiono do usuwania okolicznych drzew, krzewów i płotów; przygotowano również skokochrony, gdyż budynek odchylał się nawet wtedy, gdy przejeżdżał obok niego podnośnik. 121,5 kg plastycznego materiału wybuchowego zostało założone na poziomie 4. piętra, gdyż tam ściany były wykonane już ze słabszych, betonowych elementów oraz by fala uderzeniowa nie doprowadziła do śmierci kogokolwiek z zasypanych. Aby ograniczyć rozrzut odłamków, na zewnątrz, na wysokości założonych ładunków zostały zamontowane plandeki.
W trakcie przygotowań do wyburzania rozpoczęto ewakuację okolicznych budynków w promieniu 300 metrów. Mieszkańcom polecono pozostawienie otwartych okien, by fala uderzeniowa nie wybiła szyb. Ewakuacja trwała dwie godziny, a wyznaczony teren został otoczony kordonem policji. O godzinie 11:38 zakończono zakładanie ładunków i rozpoczęto wycofywanie ludzi oraz sprzętu na bezpieczną odległość.
Ładunki wybuchowe zdetonowano tuż przed godziną 13:00. Plan wyburzania zakładał, iż budynek przesunie się i „położy” w kierunku al. Wojska Polskiego. Jednak ze względu na stan, w jakim się znajdował, wieżowiec rozpadł się i opadł na dół, tworząc ponad 10-metrowe zwałowisko gruzu. Rezultat wyburzania został przez niektórych obserwatorów akcji oceniony jako jej niepowodzenie. Zdania tego nie podzielali eksperci – Feliks Dela stwierdził, iż „nie można wymagać od takiej budowli, która utraciła wcześniej statykę, że położy się akurat w tym miejscu, w którym byśmy chcieli”; z kolei Jerzy Duszota ocenił, że „tego nie można było lepiej wysadzić”, a w opublikowanym 10 lat później artykule na temat katastrofy podkreślił, że „paradoksalnie sposób w jaki zachowała się konstrukcja uszkodzonego budynku (...) jest najlepszym dowodem na to, że właśnie tę metodę należało zastosować” oraz że inne sposoby rozbiórki wieżowca skończyłyby się tak samo, jednocześnie tworząc ryzyko niekontrolowanego zawalenia się budynku. W wyniku wyburzania żaden okoliczny budynek nie został uszkodzony.

### Koniec akcji ratunkowej
Odgruzowywanie rumowiska trwało prawie kolejne dwie doby. Resztki budynku zostały wywiezione na składowisko odpadów w Gdańsku Szadółkach, gdzie przez następne kilka dni przeszukiwali je funkcjonariusze policji, straży miejskiej i żołnierze Marynarki Wojennej. Podobne działania prowadzono bezpośrednio na miejscu katastrofy – udało się odzyskać przedmioty należące do mieszkańców, które później udostępniono do odbioru. Na wysypisku odnaleziono też szczątki dwóch ofiar. Wywieziono ponad 1000 wywrotek gruzu.
Przy odgruzowywaniu i penetrowaniu ruin pracowało jednocześnie ponad 150 strażaków; do poszukiwań, poza geofonem, użyto również 3 kamer termowizyjnych. W trakcie operacji odnaleziono żywe zwierzęta – kota oraz znajdujące się w klatkach gryzonie; była więc pewność, iż w rumowisku jest dostęp do powietrza. Od godzin popołudniowych 19 kwietnia większość prac poszukiwawczych prowadzono ręcznie, zaczęto bowiem odkrywać zniszczone w wyniku wybuchu gazu trzy najniższe piętra, gdzie spodziewano się największej liczby ofiar.

### Bilans
W katastrofie zginęły 22 osoby. Sekcja zwłok ofiar wykazała, iż wszystkie zgony nastąpiły w momencie eksplozji gazu.
Akcja ratownicza trwała ponad 86 godzin. Uczestniczyło w niej łącznie 1676 strażaków i ratowników. Na gaszenie powstających w rumowisku ognisk zużyto 5 ton środka pianotwórczego.
Wysokość wszystkich spowodowanych wybuchem szkód, wliczając w to utratę mieszkań, obliczono na 120 mln nowych złotych (1,2 bln starych złotych). Akcja ratunkowa kosztowała budżet miasta ponad milion złotych (ponad 10 miliardów starych złotych).

## Reakcje na katastrofę i pomoc poszkodowanym

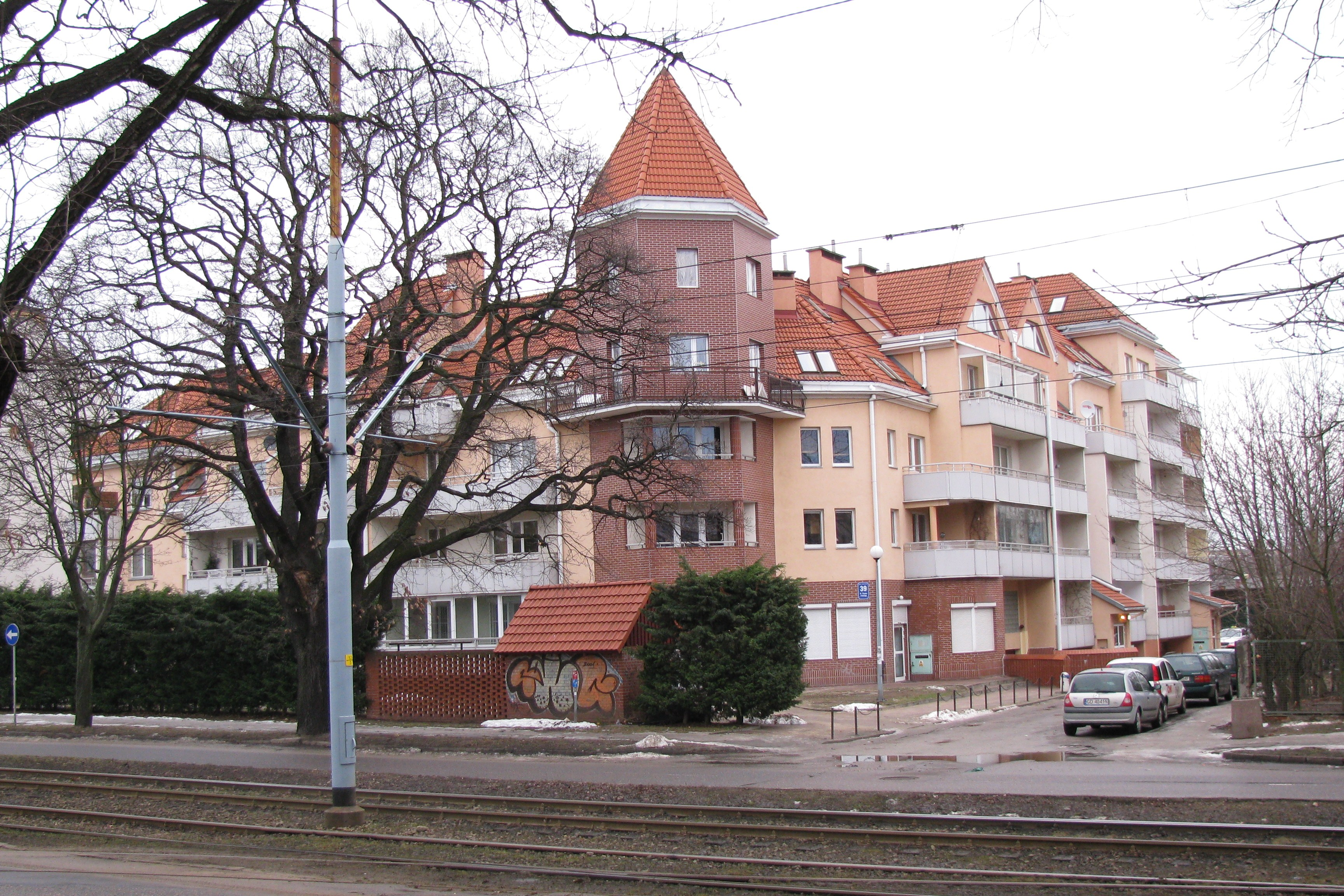
Budynek, który stanął w miejscu zniszczonego wieżowca

Wojewoda Maciej Płażyński ogłosił 22 kwietnia dniem żałoby w województwie gdańskim. Na miejsce katastrofy przyjechali przebywający w Gdańsku prezydent Lech Wałęsa oraz szef Urzędu Rady Ministrów Marek Borowski. Kondolencje rodzinom ofiar złożyli m.in. władze Gdańska (na czele z prezydentem tego miasta Tomaszem Posadzkim) oraz papież Jan Paweł II.
Po katastrofie rozpoczęta została akcja pomocy mieszkańcom zniszczonego wieżowca. „Dziennik Bałtycki” opisywał, że w ciągu 3 dni od wybuchu lokalne punkty zbiórki pomocy materialnej zostały „dosłownie zawalone darami”. Uruchomionych zostało co najmniej 7 kont bankowych, na których zbierano pieniądze dla poszkodowanych osób; w ciągu 5 dni od wybuchu na konto utworzone przez miasto wpłacono ponad 41 tys. nowych złotych (410 mln starych złotych). Premier Józef Oleksy zdecydował o przeznaczeniu miliona złotych z rezerwy celowej na odbudowę lub zakup mieszkań; minister pracy i polityki socjalnej Leszek Miller poinformował o przekazaniu dodatkowych 350 tys. złotych (3,5 mld starych złotych) na ich podstawowe wyposażenie. Urząd miejski wypłacił każdej osobie po 300 nowych zł (3 mln starych zł) jednorazowej zapomogi oraz przekazał spółdzielni „Nasz Dom” milion złotych na odbudowę budynku. O udzieleniu pomocy finansowej zdecydowały również władze co najmniej dwóch innych gmin, w tym gminy Warszawa-Centrum.
Większość mieszkańców zdecydowała o wzniesieniu nowego budynku w miejsce zniszczonego wieżowca. Jego budowa zakończyła się w 1997. Nowy budynek nie ma instalacji gazowej.

## Śledztwo
Eksperci niemal natychmiast wykluczyli hipotezę stawiającą jako przyczynę wybuchu eksploatacyjną nieszczelność, np. niezakręcenie kurka kuchenki gazowej. Wersja, jakoby przyczyną eksplozji było umyślne rozszczelnienie instalacji gazowej, uprawdopodobniła się po znalezieniu w gruzowisku dwóch odkręconych korków odwadniaczy, które zamontowane były w ogólnodostępnym korytarzu w piwnicy. Stwierdzono, iż korki te nie mogły same oddzielić się od instalacji. Wraz z nimi odnaleziono również klucz żabkę ustawiony na ich wielkość, lecz nie udało się ustalić, czy to właśnie jego użyto do ich odkręcenia. Pomiary wykazały, że rozszczelnienie instalacji nastąpiło ok. 4:45–4:50. W ciągu 12–15 minut ulatniania się gazu jego stężenie osiągnęło poziom dolnej granicy wybuchowości. Do momentu eksplozji, tj. 5:50, wydobyło się ok. 230–250 m³ gazu.
Ówczesna Prokuratura Wojewódzka w Gdańsku badała dwie hipotezy na temat sprawcy. Według pierwszej do eksplozji miał przyczynić się Jerzy Szachowski – 60-letni emeryt mieszkający samotnie na parterze wieżowca, który także stał się ofiarą katastrofy. Jego ubrane do wyjścia zwłoki odnaleziono w miejscu dawnego wiatrołapu o 6:05, jako jedne z pierwszych. Mężczyzna ten był skonfliktowany z zarządem spółdzielni oraz sąsiadami, miał odgrażać się administracji. Z powodu zaległości w opłatach za czynsz groziła mu eksmisja. Mimo to w styczniu 1995 ubezpieczył swoje mieszkanie na łączną kwotę 40 tys. złotych. Dokonywał również jego własnoręcznych przeróbek – oględziny wykazały, że w podłodze znajdowały się otwory przechodzące do piwnicy, które nie mogły powstać w wyniku wybuchu; w dodatku bezpośrednio pod lokalem Szachowskiego zamontowane były odkręcone odwadniacze. Kilka dni przed zdarzeniem zaczął wywozić z mieszkania jego wyposażenie.
Druga wersja brana pod uwagę przez śledczych mówiła o kradzieży zaworu instalacji gazowej przez niezidentyfikowanego złomiarza. Ostatecznie hipoteza ta została odrzucona i za sprawcę katastrofy uznano Jerzego Szachowskiego:

W ocenie prokuratora zebrany materiał dowodowy świadczył jednoznacznie, że rozszczelnienia instalacji gazowej dopuścił się Jerzy Sz., mieszkaniec budynku, działając zgodnie z wcześniej przyjętym planem. Prawdopodobnie jego celem było zniszczenie stanowiącego jego własność mieszkania i wyłudzenie z tego tytułu ubezpieczenia. Przypuszczalnie nie przewidywał, że jego zachowanie może spowodować aż tak daleko idące następstwa. Nie ujawniono jakichkolwiek dowodów mogących wskazywać na inne osoby jako ewentualnych sprawców zdarzenia.

Ostatecznie nie ustalono, jaki czynnik wywołał eksplozję. Śledczy ponownie brali pod uwagę dwie wersje: bodźcem inicjującym wybuch mogła być iskra, powstała po włączeniu światła w piwnicy przez mieszkankę bloku, która zeszła, by nakarmić mieszkające tam bezpańskie koty, lub też ogień w mieszkaniu Jerzego Szachowskiego, jaki chwilę przed wybuchem zauważyła jedna z osób mieszkających w budynku nieopodal wieżowca.
Ze względu na śmierć sprawcy, 29 grudnia 1995 Prokuratura Wojewódzka wydała decyzję o umorzeniu śledztwa. Fragmenty instalacji gazowej zostały umieszczone na wystawie poświęconej katastrofie w gdańskim Muzeum Kryminalistyki.
W 2016 historyk Sławomir Cenckiewicz stwierdził, że wybuch gazu mógł zostać upozorowany przez funkcjonariuszy Urzędu Ochrony Państwa w celu wyniesienia z mieszkania Adama Hodysza dokumentów świadczących o domniemanej agenturalnej przeszłości Lecha Wałęsy. Swoją tezę oparł na rozmowach z anonimowymi informatorami, wedle których ofiary katastrofy były „niezamierzonym wypadkiem przy pracy” oraz na dokumencie, z którego wynikało, że w mieszkaniu Hodysza znaleziono kopie tajnych dokumentów. Koncepcja Cenckiewicza była szeroko komentowana oraz oceniana zarówno jako warty zbadania trop, jak i jako niewiarygodna oraz niepoparta dowodami próba skompromitowania byłego prezydenta. Sam Lech Wałęsa nazwał teorię „nieprawdopodobną bzdurą” i „barbarzyństwem”. Prokuratura Krajowa wszczęła w tej sprawie postępowanie sprawdzające, które ostatecznie zakończyło się odmową wszczęcia śledztwa.

## Upamiętnienie ofiar

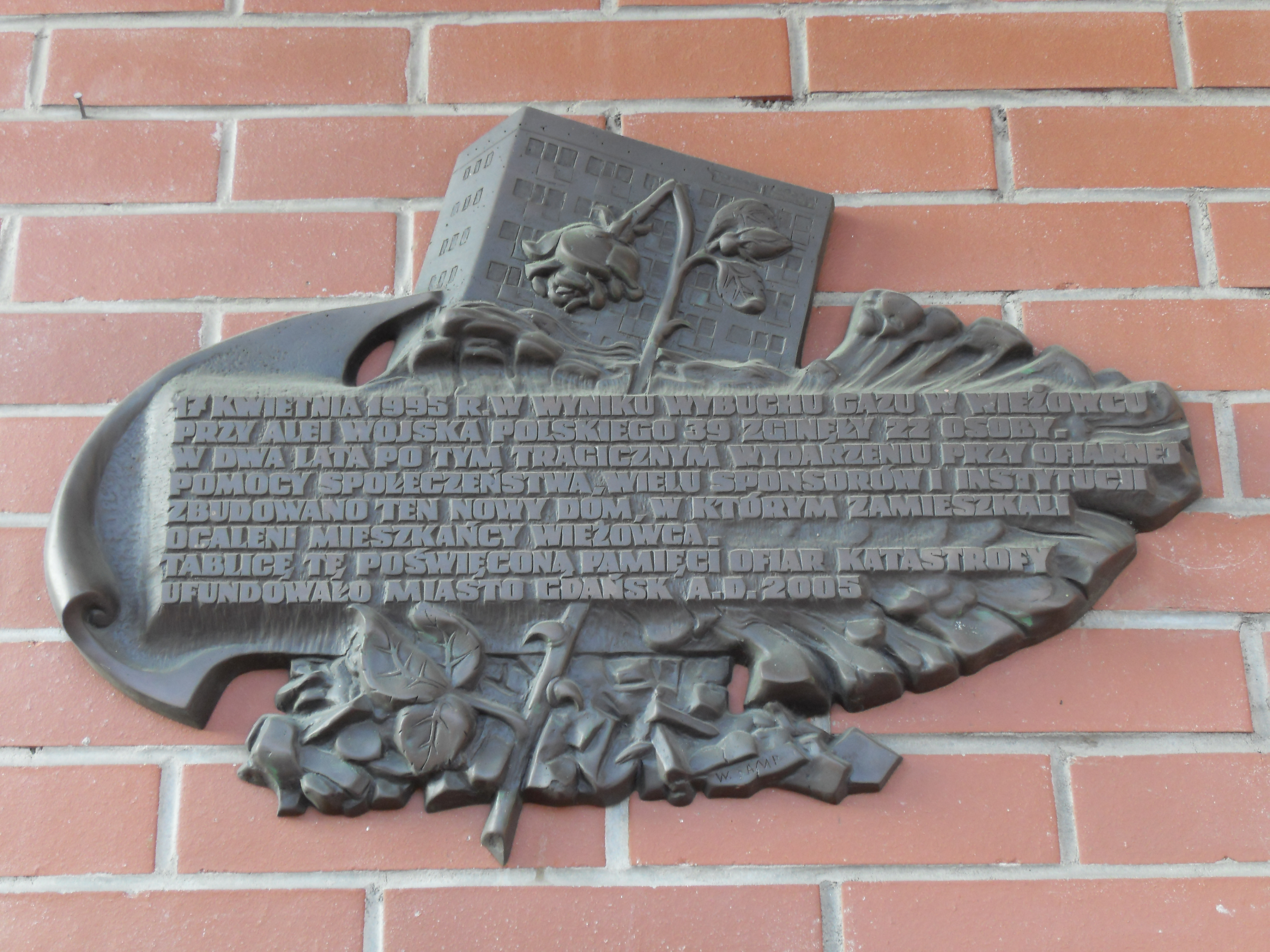
Tablica pamiątkowa

17 kwietnia 2005 na elewacji nowego budynku, przy drzwiach wejściowych do klatki B, odsłonięto tablicę poświęconą ofiarom katastrofy:

17 KWIETNIA 1995 R. W WYNIKU WYBUCHU GAZU W WIEŻOWCU

PRZY ALEI WOJSKA POLSKIEGO 39 ZGINĘŁY 22 OSOBY.

W DWA LATA PO TYM TRAGICZNYM WYDARZENIU PRZY OFIARNEJ

POMOCY SPOŁECZEŃSTWA, WIELU SPONSORÓW I INSTYTUCJI

ZBUDOWANO TEN NOWY DOM, W KTÓRYM ZAMIESZKALI

OCALENI MIESZKAŃCY WIEŻOWCA.

TABLICĘ TĘ POŚWIĘCONĄ PAMIĘCI OFIAR KATASTROFY

UFUNDOWAŁO MIASTO GDAŃSK A.D. 2005

## Odniesienie w kulturze
Katastrofie poświęcono jeden z odcinków serialu dokumentalnego Czarny serial.

## Ofiary śmiertelne
1. Grażyna Bodeńska-Moroz
2. Zofia Brzozowska
3. Barbara Dawidowska
4. Franciszek Dawidowski
5. Irena Henszke
6. Genowefa Jasińska
7. Ryszard Moroz
8. Paulina Nikiforos
9. Janina Paszkowska
10. Czesław Paszkowski
11. Jan Piwowarczyk
12. Józefa Piwowarczyk
13. Maria Próchniak
14. Janina Pstrokońska
15. Marek Pstrokoński
16. Małgorzata Radojewska-Borzym
17. Wanda Radomska
18. Teofil Siegmüller
19. Jerzy Szachowski
20. Maria Warmińska
21. Monika Warmińska
22. Jarosław Żołędziewski

Źródło